# Степовичок
Степовичок (Phascum) — рід мохів, що належать до родини Pottiaceae.
Рід має розсіяне космополітичне поширення.
Рід містить 5 видів.